# Maillot arc-en-ciel
Pour les articles homonymes, voir Arc-en-ciel (homonymie).

Représentation schématique du maillot arc-en-ciel

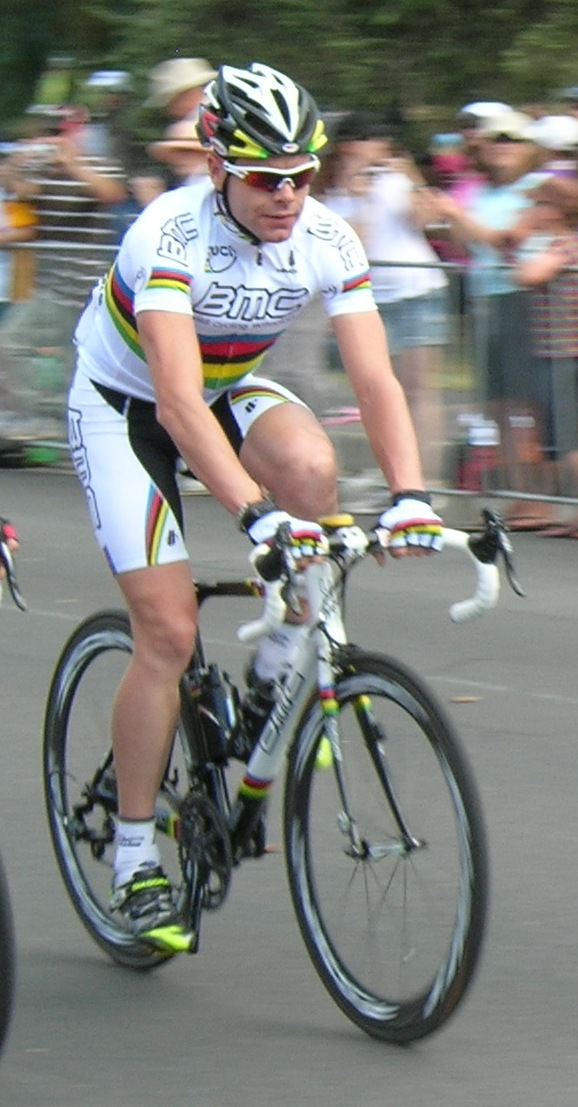
L'Australien Cadel Evans, champion du monde 2009 de la course en ligne sur route

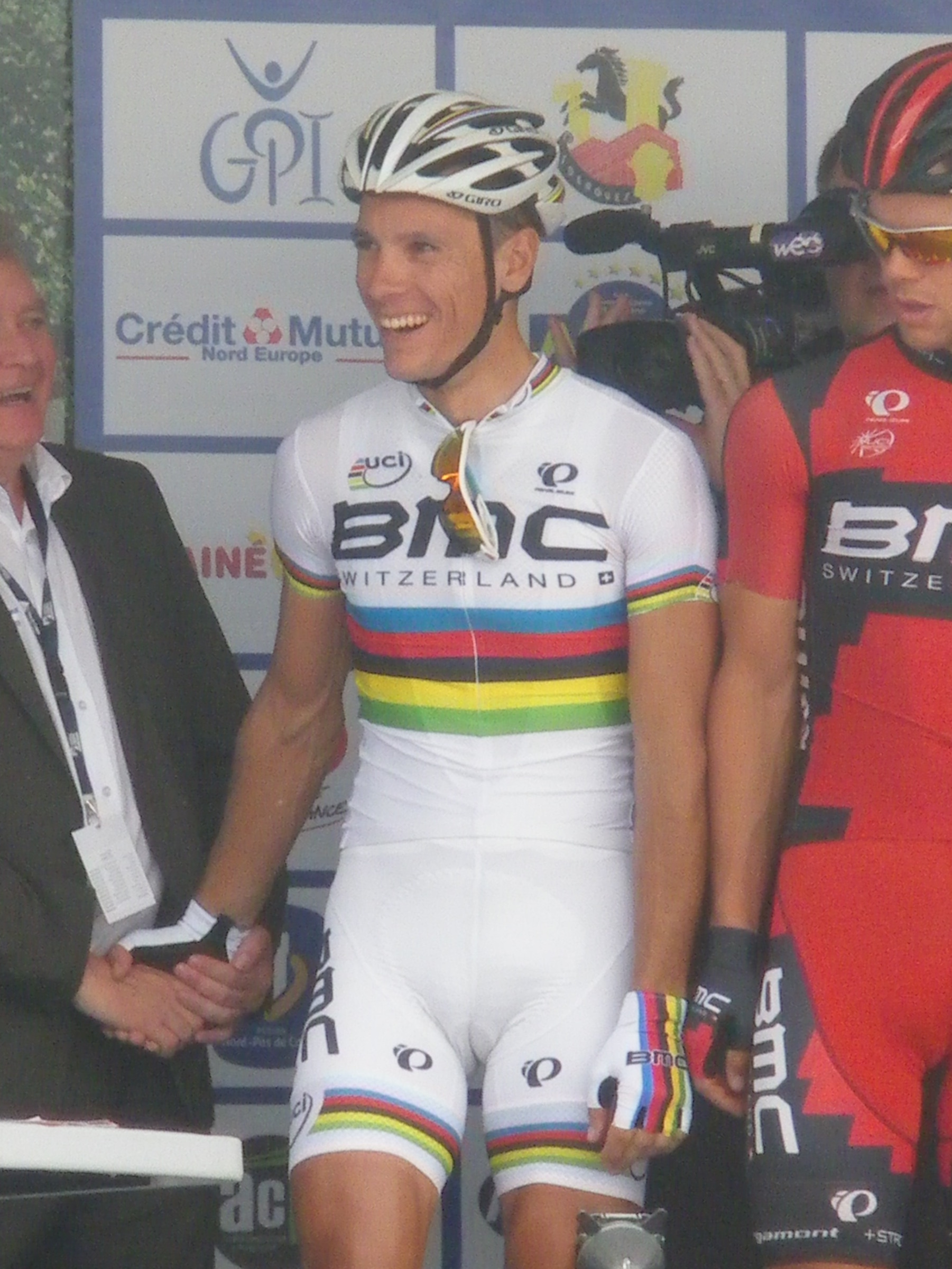
Philippe Gilbert titré en 2012.

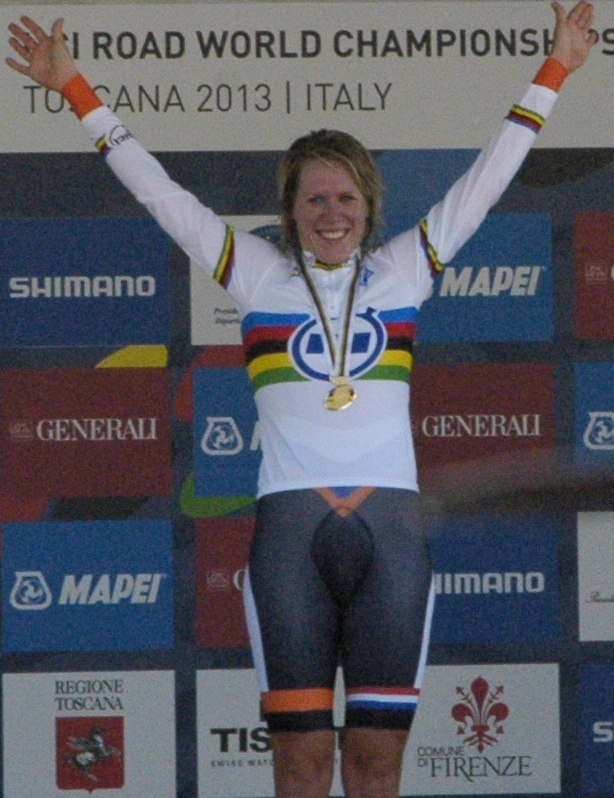
Ellen van Dijk, la championne du monde du contre-la-montre en 2013.

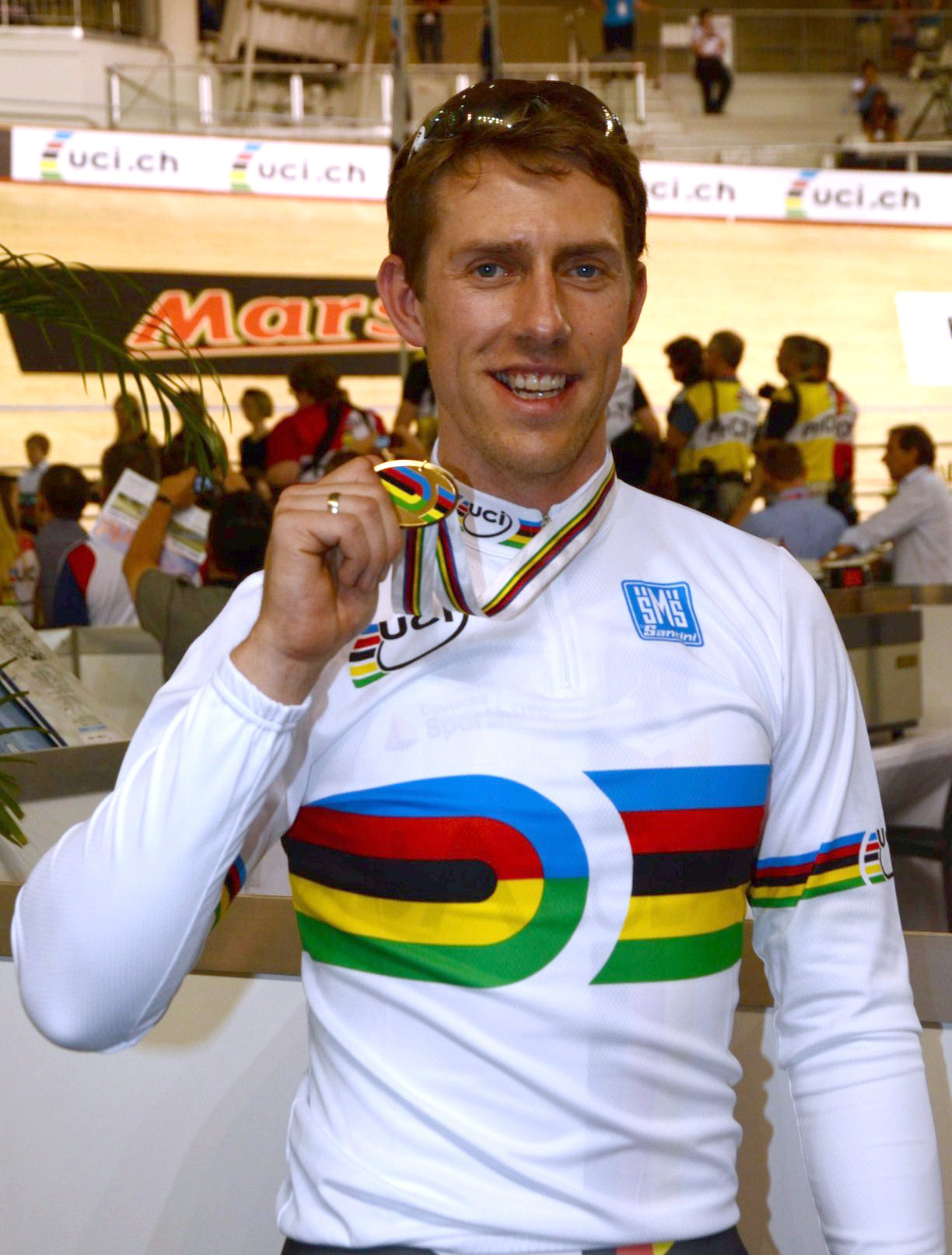
Stefan Nimke, champion du monde du kilomètre en 2012.

Le maillot arc-en-ciel ou maillot irisé est le nom donné au maillot distinctif qui est remis au vainqueur d'un championnat du monde de cyclisme quelle que soit la discipline : piste, route, cyclo-cross, VTT, BMX mais aussi cyclisme en salle et paracyclisme. Tous les champions du monde reçoivent et portent le même maillot, à l'exception de la période entre 1995 et 2015, où un logo supplémentaire identifiait chacune des disciplines. C'est le maillot le plus prestigieux pour un cycliste.
Son nom provient de la ressemblance avec l'arc-en-ciel mais en fait il s'agit d'un maillot blanc avec cinq bandes aux couleurs de l'Union cycliste internationale (UCI), représentant les cinq continents, soit de haut en bas : bleu (Europe), rouge (Amérique), noir (Afrique), jaune (Asie) et vert (Océanie), tout comme les cinq anneaux olympiques.
La création du maillot arc-en-ciel pour récompenser chaque champion du monde remonte aux mondiaux sur piste de 1922. Il est porté pour la première fois en 1927 par l'Italien Alfredo Binda, à l'issue du Championnat du monde professionnel sur route. Cette tunique est par la suite déployée dans les autres disciplines du cyclisme. Le maillot est produit par Santini SMS depuis 1994.

## Règlement et généralités
Un champion du monde doit porter le maillot lorsqu'il participe à la même discipline, catégorie et spécialité pour laquelle le titre a été remporté. Par exemple, le champion du monde de course sur route porte le maillot arc-en-ciel  lors des courses par étapes (sauf pour les étapes contre-la-montre) et les courses d'un jour, mais ne peut le porter lors d'un contre-la-montre individuel ou par équipes. De même, sur piste, le champion du monde de poursuite individuelle ne porte le maillot qu'en participant à d'autres épreuves de poursuite individuelle. 
Le maillot arc-en-ciel aide à rendre un champion du monde plus facile à repérer pour les spectateurs, mais il a également pour effet de rendre le détenteur du titre plus visible pour les autres coureurs. Cela peut être un inconvénient car il est plus difficile pour le champion du monde de lancer une attaque, car il se retrouve plus « marqué » par les autres coureurs. Il y a également un espace réduit pour les logos des sponsors sur les maillots des champions du monde. Cependant, la couverture médiatique accrue d'un champion du monde en titre est censée compenser le manque de visibilité potentiel des sponsors.
Si le détenteur d'un maillot arc-en-ciel devient leader d'une course à plusieurs étapes (comme le Tour de France), alors le maillot de leader (maillot jaune pour le Tour) de cette course prévaut.
Le non-port du maillot arc-en-ciel lorsque cela est nécessaire entraîne une amende de 2 500 à 5 000 francs suisses. Ses vainqueurs doivent le porter pendant une année jusqu'au championnat suivant. Ensuite, ils peuvent porter les liserés arc-en-ciel sur le bord des manches de leur maillot en rappel de leur titre acquis. Ils conservent ce droit pour le reste de leur carrière.
Les couleurs du maillot arc-en-ciel ont été également utilisées officieusement par les champions du monde de triathlon, de patinage de vitesse et de patinage de descente extrême.

## Variantes utilisées
Lorsque les Championnats du monde juniors sont introduits pour la première fois en 1975, les vainqueurs ont également reçu un maillot arc-en-ciel. Cependant, les cinq bandes colorées étaient disposées en forme de V autour du col. Cette pratique a duré jusqu'en 1994. À partir de 1995, les juniors reçoivent le même maillot que les élites. 
Dans les années 1990, l'éventail des disciplines organisées par l'UCI s'élargit (VTT, BMX, trial). C'est dans cette optique que l'UCI décide de varier le design du maillot arc-en-ciel selon les disciplines à partir de 1996.
Les maillots arc-en-ciel du paracyclisme étaient identiques à ceux du cyclisme sur route et sur piste. Les vainqueurs des compétitions masters sur piste, VTT et cyclocross ont reçu le maillot de leur discipline, mais avec une couleur de base bleu foncé. Il en va de même pour les vainqueurs des championnats du monde UCI-B sur piste et sur route. Lors du contre-la-montre par équipe des équipes commerciales masculines et féminines, qui s'est déroulé de 2012 à 2018, aucun maillot arc-en-ciel n'a été attribué. Les gagnants recevaient plutôt des médailles et un emblème spécial qui devait être porté sur les maillots l'année suivante.

Maillot de champion sur route (1996-2015)
Variante contre la montre individuel (1996-2015)
Variante de cyclisme sur piste (1996-2015)
Maillot pour les masters et mondiaux B (jusqu'en 2015)

Début 2016, l'UCI a de nouveau introduit des maillots uniformes pour toutes les disciplines, dans lesquels les bandes sur la poitrine ne comportent aucun emblème supplémentaire. Il existe cependant des conceptions spéciales pour deux disciplines qui ne se pratiquent pas avec des vélos conventionnels : les VTT électriques (depuis 2019) et l'esport (depuis 2020). Les champions du monde amateurs et masters reçoivent de leur côté un maillot blanc avec deux fines bandes horizontales pour chaque couleur.

Maillot de championnat uniforme (depuis 2016)
Variante VTT électrique (depuis 2019)
Variante esport (depuis 2020)
Maillot de champion amateurs et Masters (depuis 2016)

## Cyclisme sur route masculin

### Malédiction du maillot arc-en-ciel
Concernant le Championnat du monde de cyclisme sur route, on évoque parfois la malchance qui a souvent poursuivi le porteur du maillot arc-en-ciel. Une étude publiée dans le British Medical Journal a montré qu'un coureur remporte plus de courses l'année où il devient champion du monde mais ensuite alors qu'il est porteur du maillot arc-en-ciel, il retombe à son nombre de victoires habituel (retour à la moyenne).
Quelques exemples de malheurs ou déconvenues subis par des champions du monde :
- Le Belge Jean-Pierre Monseré est décédé en course en 1971 alors qu'il portait le maillot arc-en-ciel[8]. Le pistard Isaac Gálvez est l'autre coureur mort en course avec le maillot arc-en-ciel lors des Six jours de Gand.
- Le Belge Freddy Maertens, vainqueur en 1981 et auteur d'une grande saison, ne retrouvera jamais son meilleur niveau.
- L'Irlandais Stephen Roche est l'auteur d'une saison 1988 désastreuse après son triplé Tour d'Italie - Tour de France - Championnat du monde en 1987[9].
- Le Français Luc Leblanc a porté son maillot arc-en-ciel pour trois équipes différentes en un an.
- Le Français Laurent Brochard est mis en cause dans l'affaire Festina en 1998, alors qu'il portait le maillot arc-en-ciel.
- L'Espagnol Igor Astarloa a dû changer d'équipe lors de la saison 2004 passant de la Cofidis à la Lampre alors qu'il avait remporté le mondial quelques mois auparavant. Dès lors, il connaît une carrière marquée par des affaires de dopage.
- L'Italien Paolo Bettini en 2006 perd son frère, mort dans un accident de voiture, une dizaine de jours après son sacre[10].
- Le champion du monde 2008, l'Italien Alessandro Ballan n'a pas disputé la première moitié de la saison 2009 à la suite d'un cytomégalovirus.

### Victoires notables
Cinq champions du monde en titre ont remporté le Tour de France, la course cycliste la plus prestigieuse. Il s'agit du Français Louison Bobet en 1955, du Belge Eddy Merckx en 1972, du Français Bernard Hinault en 1981, de l'Américain Greg LeMond en 1990 et du Slovène Tadej Pogačar en 2025
Sur le Tour d'Italie, trois coureurs ont réussi cette performance : l'Italien Alfredo Binda en 1928 et 1933, le Belge Eddy Merckx en 1968 et 1972 et l'Italien Giuseppe Saronni en 1983. 
Sur le Tour d'Espagne, seul le Belge Freddy Maertens a triomphé en 1977 alors qu'il était porteur du maillot arc-en-ciel.
D'autres champions du monde en titre ont également remporté des courses par étapes prestigieuses :
- le Tour de Suisse, avec le Néerlandais Hennie Kuiper en 1976 et le Portugais Rui Costa en 2014.
- le Tour de Romandie, avec le Belge Eddy Merckx en 1968.
- le Critérium du Dauphiné libéré, avec les Français Louison Bobet en 1955 et Bernard Hinault en 1981 et le Slovène Tadej Pogačar en 2025
- Paris-Nice, avec le Belge Freddy Maertens en 1977.
- Tirreno-Adriatico, avec l'Espagnol Oscar Freire en 2005.

Sur les courses d'un jour, ou grandes classiques, plusieurs coureurs se sont imposés avec le maillot de champion du monde :
- Paris-Roubaix, avec le Belge Rik Van Looy en 1961 et 1962, le Belge Eddy Merckx en 1968, l'Italien Francesco Moser en 1978, le Français Bernard Hinault en 1981, le Slovaque Peter Sagan en 2018 et le Néerlandais Mathieu van der Poel en 2024
- Milan-San Remo, avec l'Italien Alfredo Binda en 1931, le Belge Eddy Merckx en 1972 et 1975, l'Italien Felice Gimondi en 1974 et l'Italien Giuseppe Saronni en 1983.
- Tour des Flandres, avec le Français Louison Bobet en 1955, le Belge Rik Van Looy en 1962, le Belge Eddy Merckx en 1975, le Belge Tom Boonen en 2006, le Slovaque Peter Sagan en 2016, le Néerlandais Mathieu van der Poel en 2024 et le Slovène Tadej Pogačar en 2025.
- Liège-Bastogne-Liège, avec le Suisse Ferdi Kubler en 1952, le Belge Rik Van Looy en 1961, le Belge Eddy Merckx en 1972 et 1975, l'Italien Moreno Argentin en 1987, le Belge Remco Evenepoel en 2023 et le Slovène Tadej Pogačar en 2025
- la Flèche Wallonne, avec le Suisse Ferdi Kubler en 1952, le Belge Rik Van Steenbergen en 1958, le Belge Eddy Merckx en 1972, le Belge Claude Criquielion en 1985, l'Australien Cadel Evans en 2010, le Français Julian Alaphilippe en 2021 et le Slovène Tadej Pogačar en 2025.
- le Tour de Lombardie, avec l'Italien Alfredo Binda en 1927, le Britannique Tom Simpson en 1965, le Belge Eddy Merckx en 1971, l'Italien Felice Gimondi en 1973, l'Italien Giuseppe Saronni en 1982, le Suisse Oscar Camenzind en 1998, l'Italien Paolo Bettini en 2006 et le Slovène Tadej Pogačar en 2024.
- le Grand Prix des Nations, avec le Français Antonin Magne en 1936 et le Belge Freddy Maertens en 1976.
- Paris-Bruxelles, avec le Belge Rik Van Steenbergen en 1950, et le Français Jean Stablinski en 1963.
- Gand-Wevelgem, avec le Belge Rik Van Looy en 1962 et le Slovaque Peter Sagan en 2016 et 2018.
- l'Amstel Gold Race, avec le Belge Eddy Merckx en 1975, le Néerlandais Jan Raas en 1980, le Français Bernard Hinault en 1981 et le Polonais Michał Kwiatkowski en 2015.
- Bordeaux-Paris avec le Belge Georges Ronsse en 1929 et 1930.
- Classique de Saint-Sébastien avec le Belge Remco Evenepoel en 2023
- Les Strade Bianche, avec le Slovène Tadej Pogačar en 2025

Par contre, des courses comme Paris-Tours, les Quatre jours de Dunkerque, le Tour de Catalogne, le Grand Prix de Francfort, le Grand Prix Midi-Libre ou le Championnat de Zurich, bien qu'ayant compté pour le Super Prestige Pernod durant leur âge d'or, n'ont jamais été remporté par un porteur du maillot arc-en-ciel.

## Champions du monde actuels

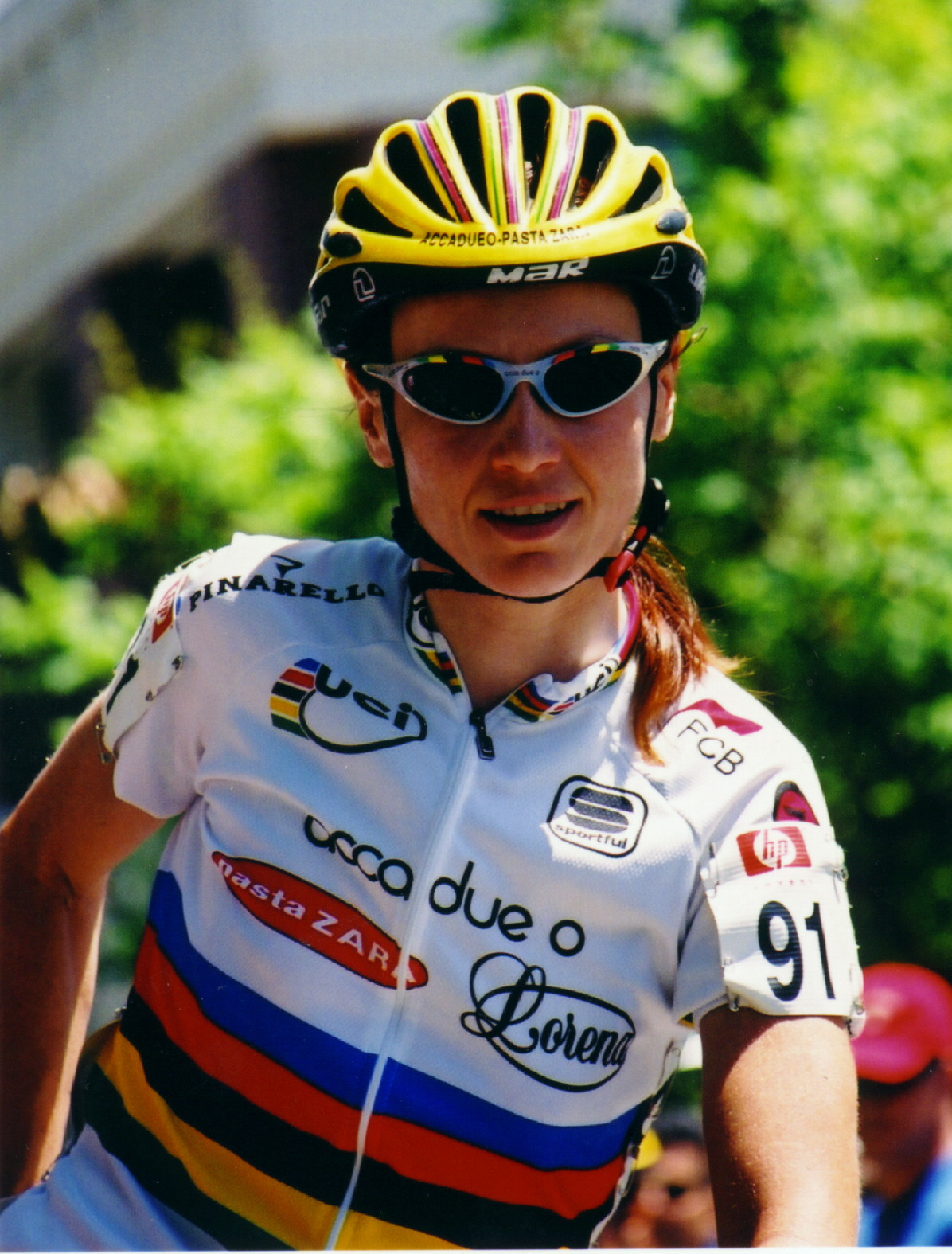
La coureuse lituanienne Rasa Polikevičiūtė pendant l'édition 2002 du Women's Challenge, portant le maillot arc-en-ciel en tant que championne du monde sur route

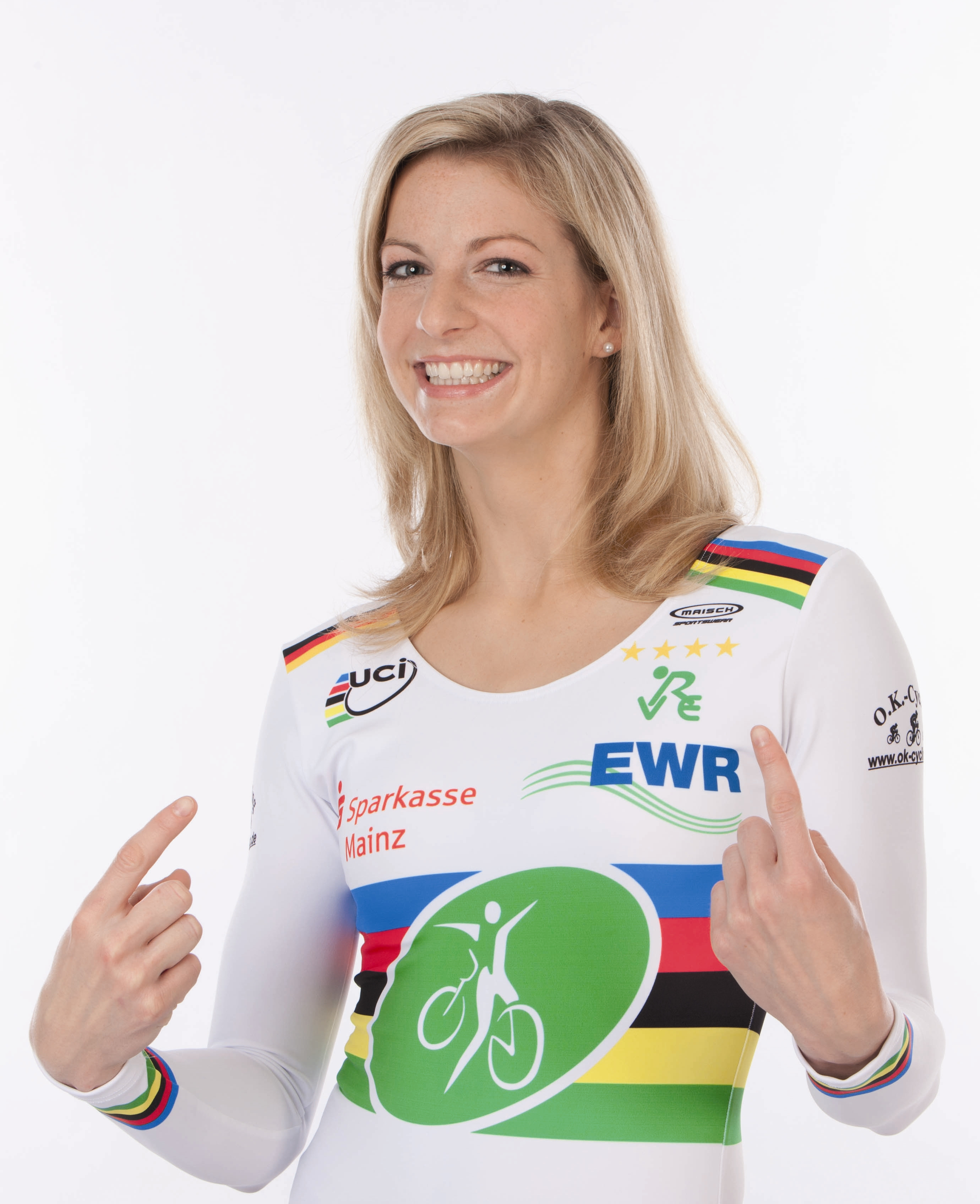
L'Allemande Katrin Schultheis championne du monde de cyclisme artistique

En 2015, la Française Pauline Ferrand-Prévot est devenue la première cycliste à détenir en même temps trois titres de championne du monde dans trois disciplines (route, cyclo-cross et VTT),.
Les champions du monde dans chaque discipline qui portent actuellement le maillot arc-en-ciel sont, :
| Discipline        | Épreuve                               | Champion du monde masculin                                                                                     | Championne du monde féminine                                                                                   | Prochains championnats |
| ----------------- | ------------------------------------- | --- | --- | ---------------------- |
| Route             | Course en ligne                       | Tadej Pogačar                                                                                                  | Lotte Kopecky                                                                                                  | Septembre 2025         |
| Route             | Contre-la-montre                      | Remco Evenepoel                                                                                                | Grace Brown | Septembre 2025         |
| Route             | Relais mixte                          | Brodie Chapman, Ruby Roseman-Gannon, Grace Brown, Jay Vine, Ben O'Connor et Michael Matthews                   | Brodie Chapman, Ruby Roseman-Gannon, Grace Brown, Jay Vine, Ben O'Connor et Michael Matthews                   | Septembre 2025         |
| Piste             | Kilomètre/500 mètres                  | Harrie Lavreysen                                                                                               | Yana Burlakova                                                                                                 | Octobre 2025           |
| Piste             | Keirin                                | Kento Yamasaki                                                                                                 | Mina Sato | Octobre 2025           |
| Piste             | Vitesse                               | Harrie Lavreysen                                                                                               | Emma Finucane                                                                                                  | Octobre 2025           |
| Piste             | Vitesse par équipes                   | Pays-Bas Jeffrey Hoogland Harrie Lavreysen Roy van den Berg                                                    | Grande-Bretagne Sophie Capewell Emma Finucane Katy Marchant                                                    | Octobre 2025           |
| Piste             | Poursuite                             | Jonathan Milan                                                                                                 | Anna Morris | Octobre 2025           |
| Piste             | Poursuite par équipes                 | Danemark Niklas Larsen Carl-Frederik Bévort Tobias Aagaard Hansen Rasmus Pedersen Frederik Madsen              | Grande-Bretagne Katie Archibald Elinor Barker Josie Knight Anna Morris Jessica Roberts                         | Octobre 2025           |
| Piste             | Course aux points                     | Sebastián Mora                                                                                                 | Julie Leth | Octobre 2025           |
| Piste             | Américaine                            | Pays-Bas Roger Kluge Tim Torn Teutenberg                                                                       | Danemark Amalie Dideriksen Julie Leth                                                                          | Octobre 2025           |
| Piste             | Scratch                               | Kazushige Kuboki                                                                                               | Lorena Wiebes                                                                                                  | Octobre 2025           |
| Piste             | Omnium                                | Lindsay De Vylder                                                                                              | Ally Wollaston                                                                                                 | Octobre 2025           |
| Piste             | Élimination                           | Tobias Aagaard Hansen                                                                                          | Ally Wollaston                                                                                                 | Octobre 2025           |
| Cyclo-cross       | Cyclo-cross                           | Mathieu van der Poel                                                                                           | Fem van Empel                                                                                                  | Janvier 2026           |
| VTT               | Cross-country                         | Alan Hatherly                                                                                                  | Puck Pieterse                                                                                                  | Août 2025              |
| VTT               | Cross-country short track             | Victor Koretzky                                                                                                | Evie Richards                                                                                                  | Août 2025              |
| VTT               | Cross-country relais mixte            | Brayden Johnson, Nicholas Konecny, Haley Batten, Vida Lopez de San Roman, Madigan Munro et Christopher Blevins | Brayden Johnson, Nicholas Konecny, Haley Batten, Vida Lopez de San Roman, Madigan Munro et Christopher Blevins | Août 2025              |
| VTT               | Cross-country à assistance électrique | Jérôme Gilloux                                                                                                 | Sofia Wiedenroth                                                                                               | Août 2025              |
| VTT               | Descente                              | Loris Vergier                                                                                                  | Valentina Höll                                                                                                 | Août 2025              |
| VTT               | Cross-country éliminatoire            | Jeroen van Eck                                                                                                 | Gaia Tormena                                                                                                   | Juillet 2025           |
| VTT               | Cross-country marathon                | Simon Andreassen                                                                                               | Mona Mitterwallner                                                                                             | Septembre 2025         |
| VTT               | Enduro                                | Alex Rudeau | Isabeau Courdurier                                                                                             | Septembre 2025         |
| VTT               | Enduro à assistance électrique        | Kévin Miquel                                                                                                   | Estelle Charles                                                                                                | Septembre 2025         |
| VTT trial         | 20 pouces                             | Alejandro Montalvo                                                                                             | Alba Riera | Décembre 2025          |
| VTT trial         | 26 pouces                             | Jack Carthy | - | Décembre 2025          |
| VTT trial         | Par équipes                           | Eloi Palau, Julen Saenz, Vera Barón, Victor Pérez et Ferran Gonzalo                                            | Eloi Palau, Julen Saenz, Vera Barón, Victor Pérez et Ferran Gonzalo                                            | Décembre 2025          |
| Gravel            | Gravel                                | Mathieu van der Poel                                                                                           | Marianne Vos                                                                                                   | Octobre 2025           |
| Snow bike         | Super-G                               | Vincent Tupin                                                                                                  | Lisa Baumann                                                                                                   | Février 2026           |
| Snow bike         | Dual slalom                           | Léo Grisel | Lisa Baumann                                                                                                   | Février 2026           |
| BMX               | BMX racing                            | Joris Daudet                                                                                                   | Alise Willoughby                                                                                               | Juillet 2025           |
| BMX               | BMX freestyle Park                    | Logan Martin                                                                                                   | Hannah Roberts                                                                                                 | Décembre 2025          |
| BMX               | BMX freestyle Flatland                | Matthias Dandois                                                                                               | Ayuna Miyashima                                                                                                | Décembre 2025          |
| BMX               | Pump track                            | Ryan Gilchrist                                                                                                 | Sabina Košárková                                                                                               | Novembre 2025          |
| Cyclisme en salle | Artistique - simple                   | Emiliano Arellano                                                                                              | Lara Füller | Octobre 2025           |
| Cyclisme en salle | Artistique - paires                   | - | Henny Kirst et Antonia Bärk                                                                                    | Octobre 2025           |
| Cyclisme en salle | Artistique - paires « Open »          | Lea-Victoria Styber et Nico Rödiger                                                                            | Lea-Victoria Styber et Nico Rödiger                                                                            | Octobre 2025           |
| Cyclisme en salle | Artistique - par équipes              | - | Stefanie Haas, Sarah Manser, Selina Niedermann et Valerie Unternährer                                          | Octobre 2025           |
| Cyclisme en salle | Cycle-ball                            | Raphael Kopp et Bernd Mlady                                                                                    | Judith Wolf et Danielle Holzer                                                                                 | Octobre 2025           |
| Esport            | Esport                                | Jason Osborne                                                                                                  | Kate McCarthy                                                                                                  | Octobre 2025           |

## Cyclistes les plus titrés
Ci-dessous la liste des cyclistes comptant au moins 10 maillots arc-en-ciel (hors catégorie de jeune).
| Rang | Cycliste               | Pays            | Premier titre | Dernier titre | Titres | Disciplines                                                                   | Note                                                                           |
| ---- | ---------------------- | --------------- | ------------- | ------------- | ------ | ----------------------------------------------------------------------------- | ------------------------------------------------------------------------------ |
| 1    | Jan Pospíšil           | Tchécoslovaquie | 1965          | 1988          | 20     | Cycle-ball                                                                    |                                                                                |
| 1    | Jindrich Pospisil      | Tchécoslovaquie | 1965          | 1988          | 20     | Cycle-ball                                                                    |                                                                                |
| 3    | Nino Schurter          | Suisse          | 2006          | 2023          | 17     | VTT                                                                           | A également remporté 1 titre olympique et 1 titre mondial chez les juniors     |
| 4    | Harrie Lavreysen       | Pays-Bas        | 2018          | 2024          | 16     | Cyclisme sur piste                                                            | A également remporté 5 titres olympiques                                       |
| 5    | Pauline Ferrand-Prévot | France          | 2014          | 2023          | 15     | Cyclisme sur route (1), cyclo-cross (1), gravel (1) et VTT (12)               | A également remporté 1 titre olympique et 3 titres mondiaux chez les juniors   |
| 5    | Benito Ros             | Espagne         | 2003          | 2014          | 15     | Trial                                                                         |                                                                                |
| 7    | Arnaud Tournant        | France          | 1997          | 2008          | 14     | Cyclisme sur piste                                                            | A également remporté 1 titre olympique et 1 titre mondial chez les juniors     |
| 7    | Marianne Vos           | Pays-Bas        | 2006          | 2024          | 14     | Cyclisme sur route (3), Cyclisme sur piste (2), cyclo-cross (8) et gravel (1) | A également remporté 2 titres olympiques et 1 titre mondial chez les juniors   |
| 9    | Anne-Caroline Chausson | France          | 1996          | 2005          | 13     | VTT                                                                           | A également remporté 1 titre olympique et 3 titres mondiaux chez les juniors   |
| 9    | Jeannie Longo          | France          | 1985          | 2001          | 13     | Cyclisme sur route (9) et cyclisme sur piste (4)                              | A également remporté 1 titre olympique                                         |
| 11   | Chris Hoy              | Grande-Bretagne | 2002          | 2012          | 11     | Cyclisme sur piste                                                            | A également remporté 6 titres olympiques                                       |
| 11   | Anna Meares            | Australie       | 2004          | 2015          | 11     | Cyclisme sur piste                                                            | A également remporté 2 titres olympiques et 1 titre mondial chez les juniors   |
| 11   | Kristina Vogel         | Allemagne       | 2012          | 2018          | 11     | Cyclisme sur piste                                                            | A également remporté 2 titres olympiques et 6 titres mondiaux chez les juniors |
| 14   | Félicia Ballanger      | France          | 1994          | 1999          | 10     | Cyclisme sur piste                                                            | A également remporté 3 titres olympiques et 1 titre mondial chez les juniors   |
| 14   | Chloé Dygert           | États-Unis      | 2016          | 2023          | 10     | Cyclisme sur route (2) et cyclisme sur piste (8)                              | A également remporté 1 titre olympique et 2 titres mondiaux chez les juniors   |
| 14   | Urs Freuler            | Suisse          | 1981          | 1989          | 10     | Cyclisme sur piste                                                            |                                                                                |
| 14   | Jeffrey Hoogland       | Pays-Bas        | 2018          | 2024          | 10     | Cyclisme sur piste                                                            | A également remporté 2 titres olympiques                                       |
| 14   | Kōichi Nakano          | Japon           | 1977          | 1986          | 10     | Cyclisme sur piste                                                            |                                                                                |
| 14   | Florian Rousseau       | France          | 1993          | 2001          | 10     | Cyclisme sur piste                                                            | A également remporté 3 titres olympiques et 1 titre mondial chez les juniors   |